# حبر

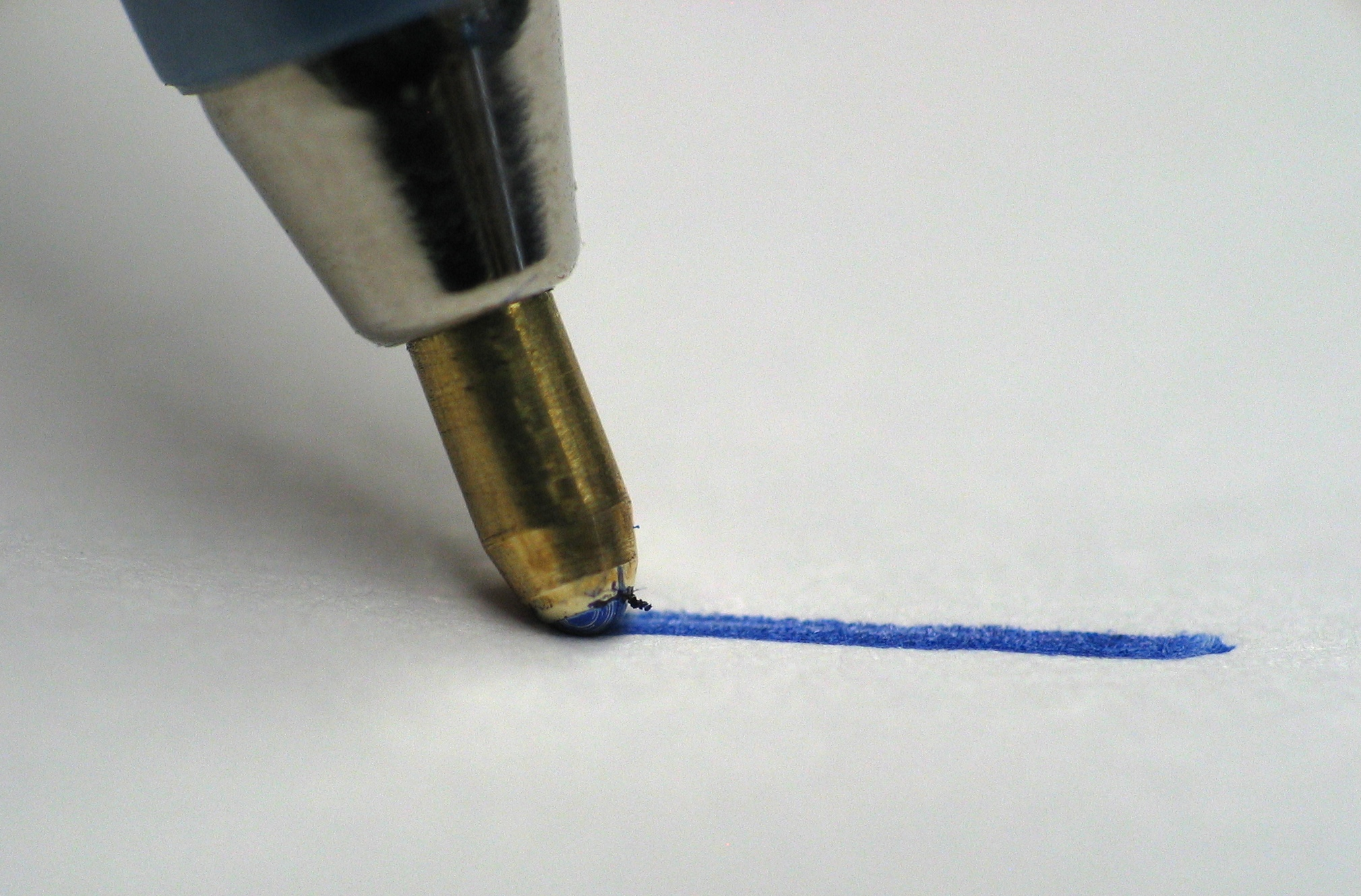
خط قلم جاف.

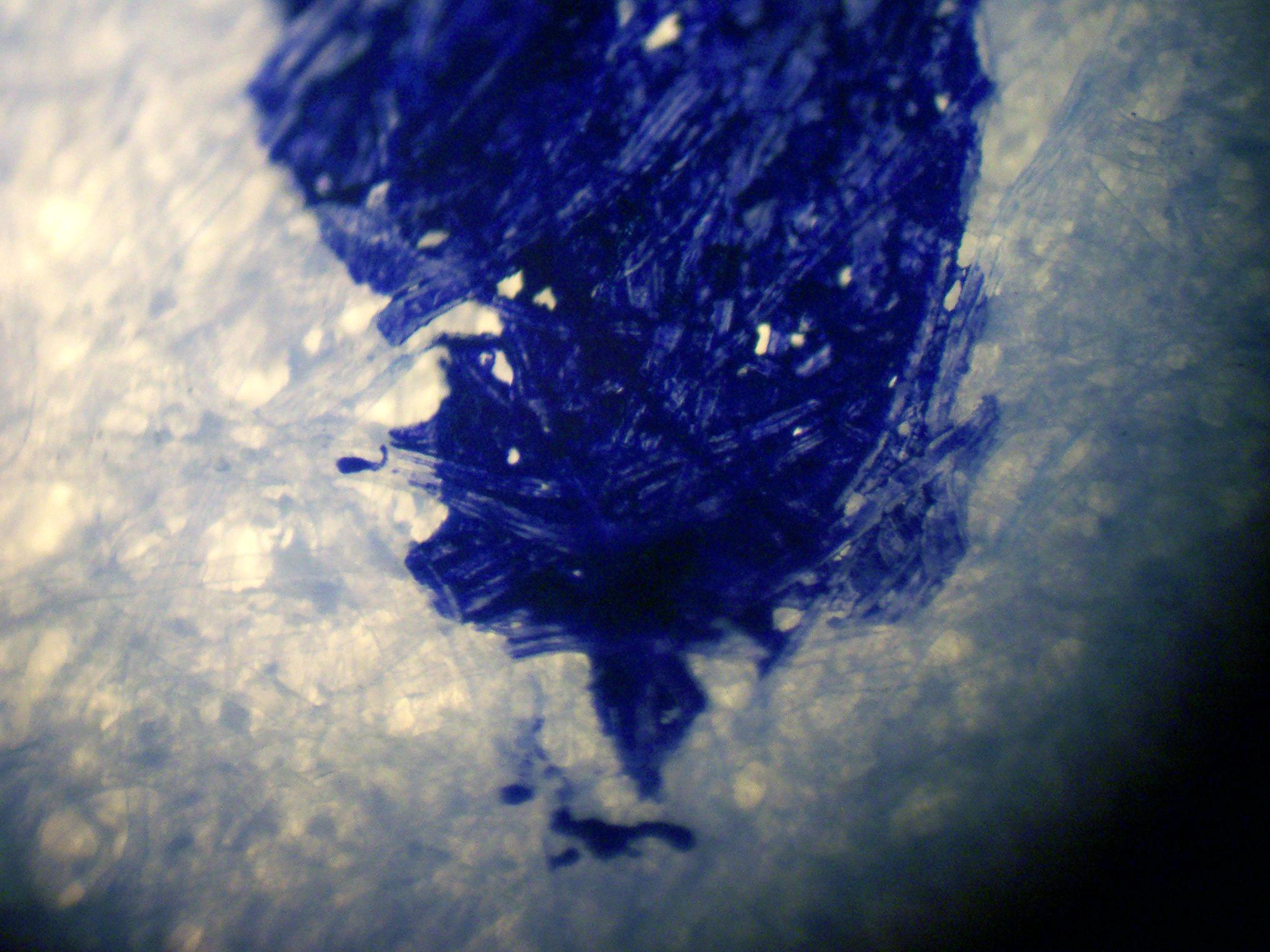
صورة خط قلم حبر سائل مكبرة 50 مرة

الحبر أو المِداد هو سائل يحتوي على مكونات صبغية وكيماوية وجزيئات متنوعة يستخدم في الكتابة والطباعة على مسطحات مختلفة من الورق أو غيرها لإظهار نصوص الكتابة والرسومات الملونة المختلفة والتصاميم. يمكن استخدام الفرشاة أو قلم الحبر أو ريشة للكتابة أو الرسم باستخدام مختلف الأحبار والوانه. كما الاستخدامات المختلفة لكثافة الحبر تؤهله لمختلف الاستخدامات ككتابة لوحات الإعلانات الضخمة والرسم عليها أو طباعتها.
الأحبار مركبات وخلائط كيماوية محتوياتها ليست بسيطة إذ تحتوي على مختلف أنواع المذيبات والمواد الصبغية والزيوت وجزيئات من مركبات كيماوية تتمازج وتتحد لتعطي خواص مختلفة من ناحية الكثافة ودفق السائل وتناغم وتضاد الألوان في مختلف الاستخدامات المطلوبة.
تتكون معظم الأحبار من مادة ملونة وسائل أو عجينة تذوب فيها هذه المادة الملونة. فتكون لون الحبر. وتصنع المواد الملونة من الأصباغ التي تذوب تمامًا في العجينة أو من الخضاب الذي يظل عالقا بها ومن بين أكثر أنواع الخضاب استخدامًا في صناعة الحبر الخضاب الأسود الذي يسمى السناج أو أسود الكربون. ويصنع هذا السناج من السخام وذلك بحرق النفط أو وقود مشابه له في قدر محدود من الهواء والأصباغ الأُخرى والخضاب المستخدم بصورة واسعة في صناعة الحبر يشمل الفتالو سيانين (الأزرق أو الأخضر)، واللازورد (الأزرق)، وأكسيد الحديد (الأحمر) بالإضافة إلى العجينة التي تذوب فيها المادة الملونة تساعد في إلصاقها بالورق أو بأي مادة أخرى وتتكون هذه العجينة من مواد صلبة لا لون لها أو مواد شبه صلبة تسمى الراتينج وهي مادة صمغية لزجة تذوب في سوائل تسمى المذيبات ومعظم مادة الراتينج المستخدمة في صناعة الأحبار تركيبية مثل ملح راتينج القلفونية والكحول والنفط والماء و هو من المواد المذيبة المستخدمة على نطاق واسع في صناعة الأحبار. وتشمل الزيوت التي تُستخدم بوصفها مذيبات الزيوت المعدنية والزيوت النباتية مثل زيت التانج أو زيت بذر الكتان.
تتكون معظم أحبار الكتابة من الأصباغ والمواد الراتينجية المذابة في مواد مذيبة لها رائحة خفيفة. والمواد المذيبة الأكثر استخداما هي الماء والجليكولات والمواد الكحولية المماثلة وتجف معظم أحبار الكتابة عندما تتبخر المادة المذيبة وتمتص الورقة المادة الملونة والمادة الراتينجية يستخدم الحبر السميك اللزج في أقلام الحبر الجاف وقد صنع هذا الحبر بصورة لا تجعله يسيل حول الكرة الدقيقة الدوارة التي تنقل الحبر من القلم إلى الورق
وتستخدم معظم أقلام الحبر - باستثناء أقلام الحبر الجاف - حبرًا سائلاً إلى حد كبير وعلى سبيل المثال فإن الحبر في قلم الحبر السائل يجب أن يكون قابلاً للسيولة بسهولة عبر نظام من الأنابيب الضيقة التي تمتد من مخزن حبر القلم إلى ريشة الكتابة ويحتوي معظم حبر أقلام الحبر السائل على مركبات الحديد الممزوجة بحمض التنيك المذاب في الماء.
تستخدم الأحبار الثخينة اللزجة والتي تسمى الحبر العجيني في طباعة الكتب والمجلات وتجف معظم الأحبار العجينية جزئيًا بعملية تسمى الأكسدة أي أن المادة الراتينجية والزيت الموجودين في الحبر يتفاعلان كيميائيا مع الأكسجين الموجود في الهواء ليشكلا مادة صلبة ويحتوي كثير من الأحبار العجينية على مواد كيميائية تسمى المجففات وهي تعجل بعملية التفاعل الكيميائي وتجف بعض الأحبار العجينية عن طريق الامتصاص وبعضها الآخر عن طريق التبخر ويمتص الورق وغيره من المواد بعض الحبر في حين تتبخر المادة المذيبة ويستخدم الطابعون في بعض الأحيان الهواء الساخن للتعجيل بعملية التبخر.
تستخدم الأحبار شديدة السيولة لطباعة متنوعة تتراوح بين صناديق المواد المطهرة وكتالوجات الطلبات التي ترد عن طريق البريد وأكياس البلاستيك وتحتوي هذه الأحبار على كمية كبيرة من المواد المذيبة وتجف أساسًا بالتبخر وعندما تتبخر المادة المذيبة تلتصق المادة الراتينجية والخضاب بالورق وتجف معظم هذه الأحبار السائلة بسرعة وتتيح للطابعين استخدام آلات الطباعة ذات السرعات الكبيرة.

## تاريخ صناعة الحبر
أقدم أنواع الحبر هو الهندي أو الصيني الذي يصنع من العاج الأسود مع الصمغ أو الغراء والذي يرجع تاريخه إلى حوالي 2500 قبل الميلاد بالإضافة إلى الأحبار التي تصنع من مختلف المواد الطبيعية مثل ثمر التوت ولحاء الشجر وزيت بذر الكتان والسخام أما الأحبار التي عرفت قبل ذلك فكانت تُصنع من العفصة التي تنمو في أشجار البلوط.
و قد طورت آلاف من التركيبات الخاصة بصناعة الحبر عبر القرون والحبر الأسود القياسي المحتوى على حمض التانيك والذي ربما عرف في القرن الثاني هو أكثر شيوعا.